# Spathius thyas
Spathius thyas är en stekelart som beskrevs av Nixon 1943. Spathius thyas ingår i släktet Spathius och familjen bracksteklar. Inga underarter finns listade i Catalogue of Life.